# Клан Макфарлан
Макфарлан (англ. MacFarlane) — один из кланов горной частикланов горной части Шотландии. Макфарланы считают, что ведут свой род от одной из ветвей династии графов Ленноксов. Долгое время велись споры о том, является ли род Ленноксов англосаксонским или же гэльским по происхождению; сейчас установлено, что он, скорее всего, гэльский. Вплоть до XVI века у Макфарланов поддерживалось гэло-английское двуязычие. 
Предком Макфарланов был живший в XIII веке Гилкрист (Gilchrist, Gille Chriosd), брат Малдуна (Maldowen, Maol Domhnaich), 3-го графа Леннокса (Lennox). У Гилкриста был сын Дункан (Доннхад), а у того - внук Варфоломей, чьё имя имеет гэльские формы Парлан (Parlan) и Фарлан (Phàrlain, Farlan). От последней была образована клановая фамилия. Первым достоверным носителем фамилии Макфарлан был Малькольм Макфарлан, живший в XIV веке. Клан Макфарлан издавна владел землями в графстве Леннокс, на западном побережьи озера Лох-Ломонд. По имени озера Лох-Слой, расположенного у подножья гор Бен-Уорлих, клан взял свой боевой клич.

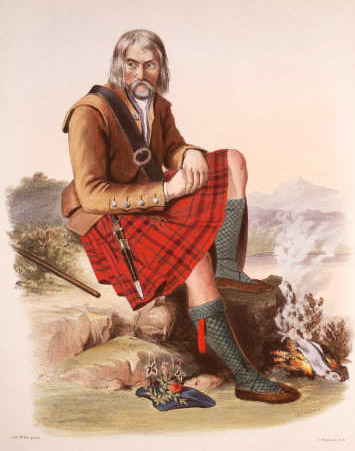
Представитель клана Макфарлан. Иллюстрация Роберта Рональда Макиэна к книге «Горные кланы Шотландии» (1845)

Клан принимал участие во многих войнах; так, Макфарланы сражались за независимость Шотландии в войсках Роберта I Брюса. Область Аррохар-Лусс («de terris de superiori Arrochar de Luss») к северо-западу от Лох-Ломонда была передана предкам Малькольма Макфарлана в XIII веке и принадлежала клану, пока не была продана в 1767 году за долги.
В 1373 году умер Дональд VI - последний из графов Леннокс старшей линии. Он не имел сыновей. И графство Леннокс досталось сэру Джону Стюарту Дарнли (Дарнлею), женатому на дочери Дональда VI - Элизабет. Клану Макфарлан угрожало поглощение кланом Стюарт. Но ситуацию переломил Эндрю Макфарлан – чиф (вождь) одного из септов и владетель Аррохара: он женился на дочери Джона Стюарта – графа Леннокс новой линии. Его сын – сэр Джон Макфарлан - был в 1493 г. назначен капитаном, что было равнозначно титулу вождя клана. Макфарлан — один из первых горных кланов Шотландии, перешедших в пресвитерианство.
В 1624 году, в битве у Глен-Фруна (Glen Fruin), Макфарланы и Макгрегоры нанесли жестокое поражение клану Колхаун.  
Когда 22 ноября 1641 года Палата общин английского Долгого парламента приняла Великую ремонстрацию (демагогический документ, исчислявший действительные и мнимые «злоупотребления королевской власти»), — Уолтер Макфарлан (тогдашний вождь клана) сохранил верность династии Стюартов. Он участвовал в боевых действиях на стороне короля Карла I, и его замок Инвер-Углас (Inveruglas) был разрушен солдатами Оливера Кромвеля.
Многие Макфарланы в разное время переселились в Ирландию. Оттуда же в период Ирландского голода 1845 — 1849 годов часть их эмигрировала в США, где клановая фамилия трансформировалась в Макфарланд. 
Последний вождь клана Вильям Макфарлан скончался 53-х лет, в 1866 году. С тех пор у Макфарланов официально признанного вождя нет.

## Септы
- Парлан (Parlan).
- Аллан (Allan).
- Макаллан (MacAllan).
- Аллансон (Allanson).
- Леннокс (Lennox).
- Бартоломью (Bartholomew).
- Брайс (Brice, Bryce). Известный британский дипломат, историк и филантроп виконт Джеймс Брайс (1838—1922) принадлежал к септу Брайс (Bryce) клана Макфарлан.
- Вебстер (Webster).
- Гриск (Griesk, Griesck).
- Грумах (Gruamach).
- Гэлбрайт (Galbraith).
- Коу (Caw).
- Маккоу (MacCaw).
- Маккоус (MacCause).
- Макка (MacCaa).
- Киннисон (Kinnieson).
- Мадок (Madock).
- Маквильям (MacWilliam).
- Макгоу (MacGaw).
- Макгеох (MacGeoch).
- Макгрейсиш (Macgreusich).
- Макгрори (MacGrory).
- Макджеймс (MacJames).
- Макинсталкер (Macinstalker).
- Макконди (MacCondy).
- Макнайдер (MacNider).
- Макнайтер (MacNiter).
- Макнейр (MacNair).
- Макнюр (MacNeur).
- Макэндра (MacAindra).
- Макэойн (MacEoin).
- Макэрречер (MacErracher).
- Робб (Robb).
- Макробб (MacRobb).
- Макуолтер (MacWalter).
- Миллер (Miller).
- Монах (Monach, Monnock).
- Нокс (Knox).
- Сталкер (Stalker).
- Томасон (Thomason).
- Уивер (Weaver).
- Уир (Weir).